# Кока, Юрген
Юрген Кока (Jürgen Kocka; род. 19 апреля 1941[…], Гейнице) — немецкий историк, специалист по современным Германии и Европе (с 18 века). Доктор философии (1968), эмерит-профессор WZB Berlin Social Science Center. Член Леопольдины и др. АН. Лауреат премий Лейбница DFG, Хольберга и Bochumer Historikerpreis.
Занимается сравнительными подходами, социальной историей и кооперацией истории с социальными науками; публичный интеллектуал. «Является одним из самых важных социальных историков в Германии».

## Биография и творчество
Получил степень магистра политических наук в Университете Северной Каролины в Чапел-Хилл в 1965 году и степень доктора философии в Свободном университете Берлина (дисс. — о капитализме и бюрократии на берлинских заводах «Сименс» в XIX веке), хабилитировался по современной истории в Университете Мюнстера в 1972 году. С 1973 по 1988 год преподавал социальную историю в Университете Билефельда, а с 1988 по 2009 год — историю индустриального мира в Свободном университете Берлина. В 1983-88 директор Центра междисциплинарных исследований Билефельда; в 1992-96 директор Потсдамского центра современной истории; в 2001—2007 президент Исследовательского центра социальных наук Берлина (WZB). В 2000—2005 президент Международного комитета исторических наук (CISH) и в 2008—2011 вице-президент Берлинско-Бранденбургской академии наук.
Являлся одним из директоров Берлинской школы сравнительной истории Европы (Свободный университет и Университет Гумбольдта в Берлине), которую помог основать в 1990-х годах. В 1975 году основал журнал Geschichte und Gesellschaft, соредактором которого оставался до 2008 года.
Вместе с Гансом-Ульрихом Велером (1931—2014) считается основателем «Билефельдской школы».
Как отмечается, уже его ранние исследования о менеджменте и «белых воротничках» — работа «Unternehmensverwaltung und Angestelltenschaft am Beispiel Siemens, 1847—1914» (1969), утвердили его как ведущего социального историка своего поколения. Работа «Klassengesellschaft im Krieg» (1973) посвящена социальной истории во время Первой мировой войны. Вернувшись к своему интересу к «белым воротничкам», он распространит его на Соединенные Штаты в книге «Angestellte zwischen Faschismus und Demokratie» (1977). Высказывался сам, что наиболее важной его работой является, вероятно, труд по истории буржуазии в Европе XIX века. В 2011 году высказывал мнение, что «история как дисциплина в настоящее время выходит за рамки фазы, определяемой культурными поворотами и постмодернистскими вызовами последних десятилетий».
Почетный доктор (неоднократный). Отмечен Крестом за заслуги 1-й степени Федеративной Республики Германия.
Женат.

## Публикации
32 монографии, более 400 статей.
- Unternehmensverwaltung und Angestelltenschaft am Beispiel Siemens 1847—1914 (1969)
- Facing Total War. German Society 1914—1918 (1984); White Collar Workers in America 1890—1940 (1980)
- Les employés en Allemagne 1850—1980 (1989)
- Arbeitsverhältnisse und Arbeiterexistenzen. Grundlagen der Klassenbildung im 19. Jahrhundert (1990)
- Vereinigungskrise: Zur Geschichte der Gegenwart (1995)
- Industrial Culture and Bourgeois Society. Business, Labor, and Bureaucracy in Modern Germany (1999)
- Das lange 19. Jahrhundert (2001)
- Civil Society and Dictatorship in Modern Germany (2010)
- Arbeiten an der Geschichte. Gesellschaftlicher Wandel im 19. und 20. Jahrhundert (2011)
- Arbeiterleben und Arbeiterkultur. Die Entstehung einer sozialen Klasse (2015)
- Capitalism. A Short History (2016)
- Historians and the Future (2020)